# 1200
Високе Середньовіччя •  Золота доба ісламу •  Реконкіста •  Хрестові походи •  Київська Русь

## Геополітична ситуація
Олексій III Ангел очолоє Візантію (до 1203). У Німеччині триває боротьба за владу між Філіпом Швабським та Оттоном IV. Філіп II Август править у Франції (до 1223).
Апеннінський півострів розділений: північ належить Священній Римській імперії, середню частину займає Папська область, більша частина півдня належить Сицилійському королівству. Деякі міста півночі: Венеція, Піза, Генуя тощо, мають статус міст-республік, частина з яких об'єднана Ломбардською лігою.
Південь Піренейського півострова в руках у маврів. Північну частину півострова займають християнські Кастилія, Леон (Астурія, Галісія), Наварра, Арагонське королівство (Арагон, Барселона) та Португалія. Іоанн Безземельний став королем Англії (до 1216), королем Данії — Кнуд VI (до 1202).
У Києві княжить Рюрик Ростиславич (до 1201), Роман Мстиславич — у Галицько-Волинському князівстві (до 1205), а Ігор Святославич — у Чернігові (до 1202), Всеволод Велике Гніздо — у Володимирі-на-Клязмі (до 1212). Новгородська республіка та Володимиро-Суздальське князівство фактично відокремилися від Русі. У Польщі період роздробленості. На чолі королівства Угорщина став Імріх I (до 1204).
В Єгипті, Сирії та Палестині править династія Аюбідів, невеликі території на Близькому Сході утримують хрестоносці.
У Магрибі панують Альмохади. Сельджуки окупували Малу Азію. Хорезм став наймогутнішою державою Середньої Азії. Гуриди контролюють Афганістан та Північну Індію. У Китаї співіснують держава ханців, де править династія Сун, держава чжурчженів, де править династія Цзінь, та держава тангутів Західна Ся. На півдні Індії домінує Чола. В Японії триває період Камакура.

## Події
- Спорудження в Галичі церкви святого Пантелеймона.
- У Рязані утворено окреме єпископство, незалежне від чернігівського, що стало ще одним кроком до відокремлення Володимиро-Суздальського князівства від Русі.
- Легат П'єтро з Капуї наклав інтердикт на Францію, змусивши французького короля Філіпа II Августа повернути собі другу дружину Інгебург Данську.
- Англійський король Іоанн Безземельний визнав сюзеренітет французького короля над французькими володіннями Плантагенетів.
- Французький король Філіп II Август визнав привілеї паризьких студентів та викладачів, що вважається заснуванням Паризького університету.
- Майбутній король Франції Людовик VIII одружився з Бланкою Кастильською.
- У боротьбі за Сицилію війська папи римського Іннокентія III завдали поразки Макварду з Анвейлера, німецького покровителя малолітнього короля Фрідріха II та прихильники Філіпа Швабського. Однак Маквард утримав Палермо.
- Брат Салах ад-Діна аль-Адель став султаном Єгипту.
- Ала ад-Дін Мухаммад почав правити у Хорезмі.
- Перші згадки про Конфедерацію Маджа-ас та Раджанат Себу (сучасні Філіппіни).

## Народились
- 19 січня — Доґен, японський буддистський монах і філософ, послідовник вчення дзен, засновник секти Сото-сю.
- Ал-Абхарі, перський філософ і математик (п. 1265)
- Ульріх фон Ліхтенштейн, німецький шляхтич і поет (п. 1278)
- Адам Марш, англійський францисканець (п. 1259)
- Метью Періс, англійський бенедиктинець і літописець (п. 1259)

## Карта

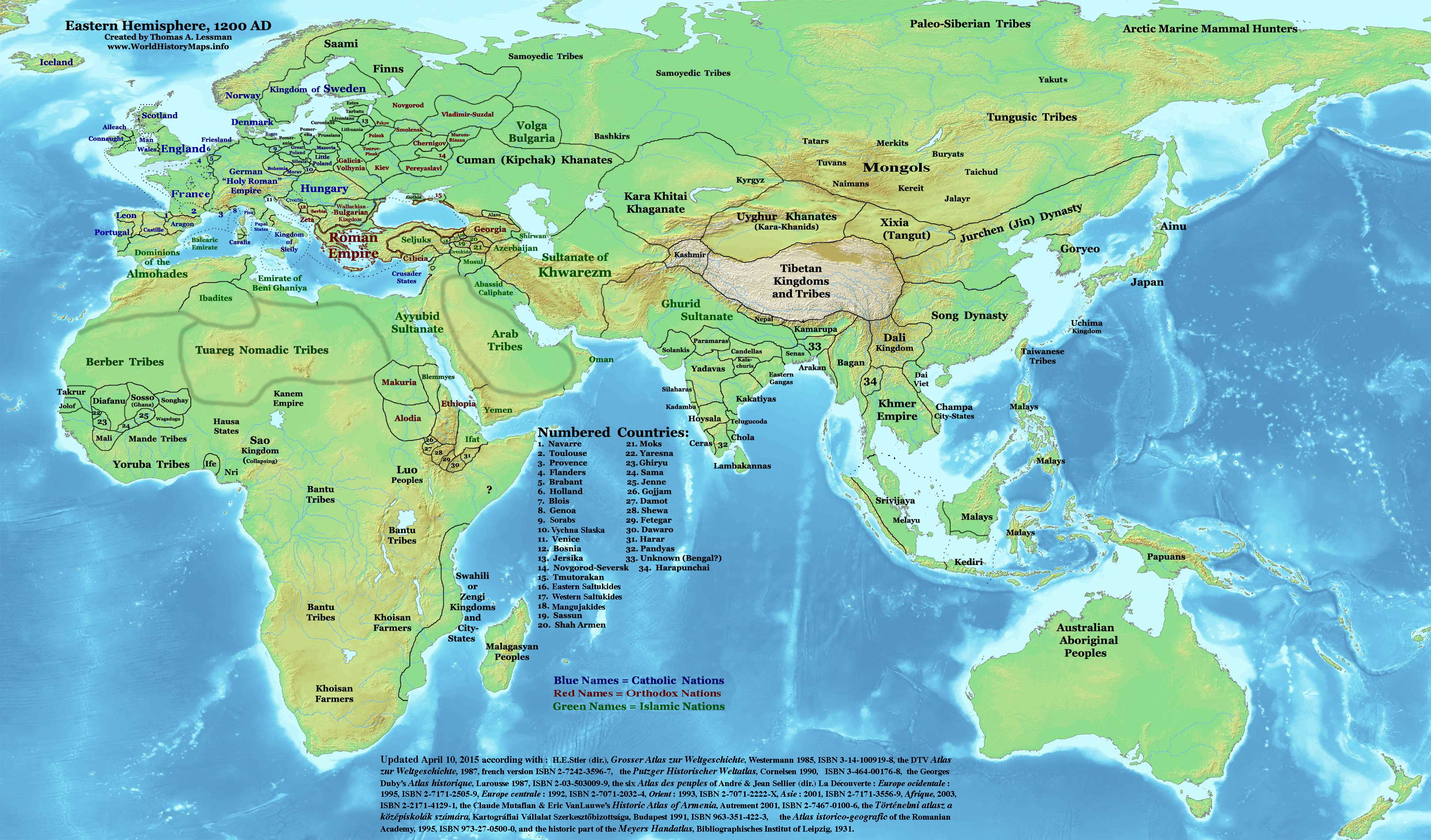
Карта східної півкулі близько 1200